# Véhicule de fonction
Ne doit pas être confondu avec Véhicule de service.

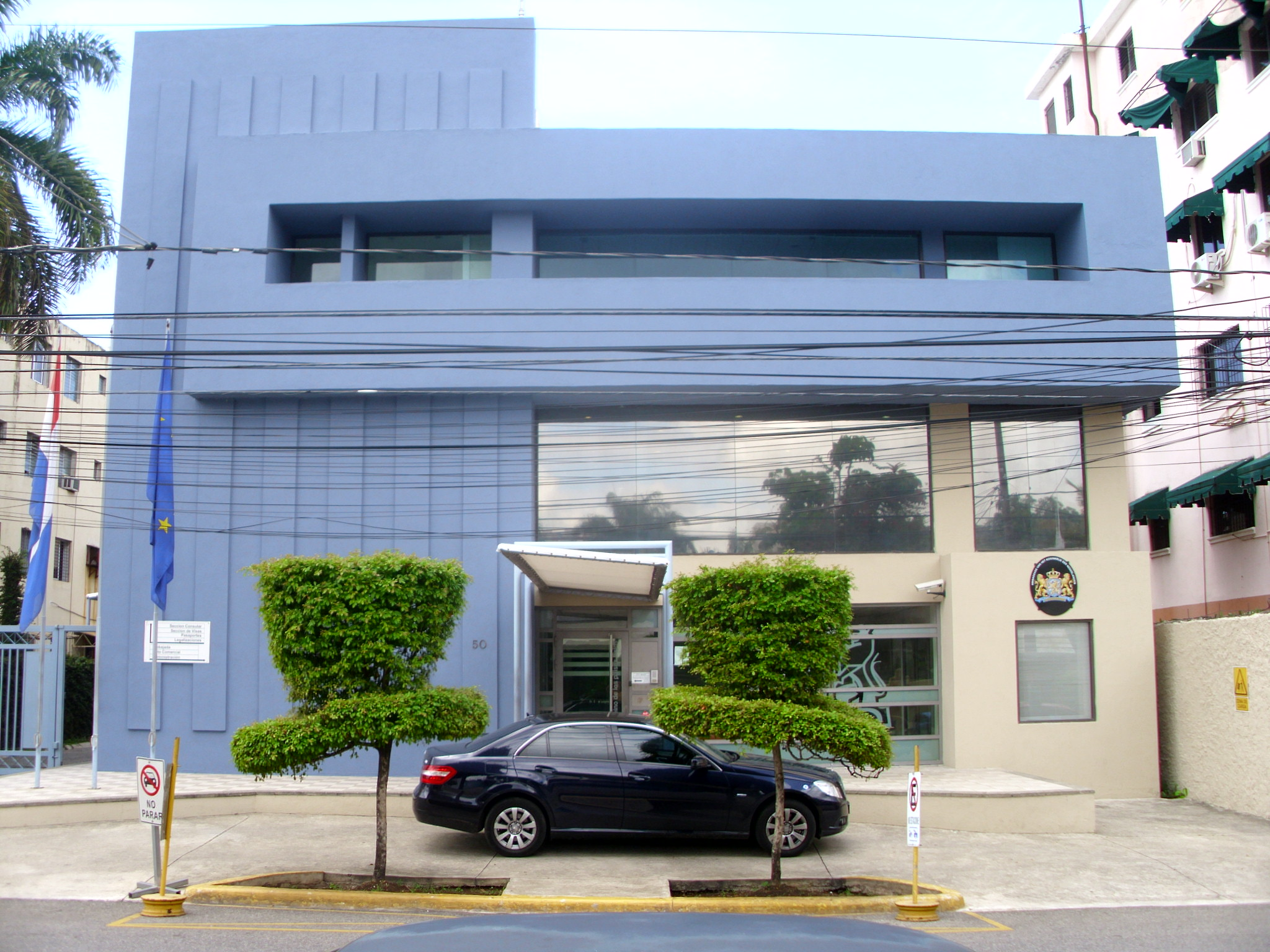
Véhicule de fonction de l'ambassadeur des Pays-Bas en République dominicaine, garé devant l'ambassade.

Un véhicule de fonction, souvent appelé voiture de société en Belgique, est un véhicule confié par une entreprise, un État ou une collectivité locale à l'un de ses collaborateurs avec l'autorisation de l'utiliser pendant et en dehors de ses heures de travail. C'est un élément de rémunération et de reconnaissance sociale apparu en Europe au début des années 1970, avec le développement et l'institutionnalisation des cadres d'entreprises. En France, les entreprises achètent ainsi presque 50 % des véhicules neufs mis sur le marché.
En Belgique, les véhicules de fonction représentent en 2015 11 % du parc automobile (425 000 détenues par des salariés et 200 000 par des chefs d'entreprise). Cinquante-et-un pour cent d'entre eux sont détenus par les 10 % de la population les plus aisés.
Face au contexte climatique et énergétique, certaines entreprises et collectivités encouragent leur personnel à se passer d'une voiture personnelle, au profit d'un vélo de fonction parfois, et/ou passent à l'électrification de leur flotte de véhicules de fonction.

## Avantage en nature
Cet avantages en nature est un élément important de la rémunération des employés. Il est considéré comme une forme de rémunération qui s'ajoute à la rémunération par espèces. En France, la voiture de fonction est considérée comme un avantage en nature par le fisc. La fréquente prise en charge de l'assurance, du carburant et de l'entretien par l'entreprise constitue un avantage en nature supplémentaire. Cet avantage en nature est évalué pour le salarié par l'administration fiscale à 9 % du coût d'achat TTC. (6 % si le véhicule a plus de 5 ans) et 12 % (9 % si le véhicule a plus de 5 ans) de ce même coût si le carburant est fourni par l'entreprise (régime du forfait). Lorsque le véhicule est loué (LLD) l'avantage en nature retenu est 30 % du coût de location annuelle (comprenant la location, l'entretien et l'assurance) et 40 % si le carburant est fourni par l'entreprise.
L'Université libre de Bruxelles évalue à 2 milliards d'euros le coût annuel pour les finances publiques belges du régime fiscal dont bénéficient ces véhicules.
Il est une alternative au versement d'une part du salaire, au remboursement des frais d'usage de son propre véhicule par le collaborateur ou d'un véhicule de service. Au véhicule de fonction peut être également attribué un chauffeur, qui conduit si le passager doit continuer de travailler à l'arrière du véhicule.

## Signe extérieur
Le véhicule de fonction est un des éléments négociés dans le contrat de travail. Il est un avantage en nature que l'employeur peut accorder à son collaborateur — un avantage souvent très apprécié du bénéficiaire et qui ne passe pas inaperçu aux yeux de ses collègues.

## Outil de travail
En France, selon Statista en 2019, environ 904 500 véhicules d’entreprise (véhicules utilitaires + véhicules personnels) ont été nouvellement immatriculés dans le pays (contre 789 783 véhicules en 2016, et selon un sondage IFOP adressé aux chefs d'entreprises français sur la part de leurs salariés disposant ou non d'un véhicule de fonction en 2019, environ 30 % des salariés ont obtenu un véhicule au nom de leur entreprise en 2019.

## Critiques
En 2014, plusieurs associations écologistes ont réclamé le démantèlement du régime fiscal favorisant ceux qui bénéficient de véhicules de fonction, au détriment de la transition énergétique (le secteur des transports est l'un des grands émetteurs de gaz à effet de serre et le détenteur d'un véhicule de fonction tend à parcourir plus de kilomètres en voiture que les autres propriétaires qui en assument toutes les charges). 
Selon Clara Gruner, auteure d'un mémoire de maitrise sur le sujet, les partis politiques restent réticents à soutenir ce genre de proposition car « la suppression d'une faveur fiscale est peu porteuse sur le plan électoral. »
En France, dans les années 2020, les entreprises achètent près de 50 % des véhicules neufs du pays (dont la moitié environ sont des voitures de fonctions), et nombre de ces entreprises (malgré, en France et dans d'autres pays, des obligations légales) rechignent à « électrifier » leur flotte automobile (un facteur important, car ces véhicules d'entreprises alimentent rapidement le marché des véhicules d'occasion). 
Selon les calculs de l'association Transport et Environnement (T&E) en 2024, bénéficier de véhicules de fonctions n'incite pas à abandonner l'essence, et en étant sous-évalué dans le calcul des cotisations sociales, cela prive le trésor public et coûte à la sécurité sociale et au pays près de 4 milliards d'euros par an. En France, en 2024, elles devraient acheter 20% de véhicules à faibles émissions lors du renouvellement de leurs flottes, une obligation peu dissuasive et peu respectée, en partie — selon certains commentaires — en raison de l'instabilité fiscale et des évolutions rapides du marché. Les entreprises possédant plus de 100 véhicules (soit seulement 0,1 % d'entre elles) doivent au minimum acheter 20 % de leurs nouveaux véhicules parmi les modèles à faibles émissions (électriques, hybrides rechargeables, à hydrogène), mais cette obligation n'est pas soumise à sanctions (et en 2023, 60 % d'entre elles n'ont pas respecté ces quotas, d'après les données sur les immatriculations étudiées par T&E, faisant que la France est en retard par exemple par rapport à la Belgique (où au premier semestre 2024, 35 % des voitures d'entreprises neuves étaient électriques, contre 11 % en France). En 2023, le groupe La poste se démarque cependant avec 38 000 véhicules et vélos électriques (52 % de sa flotte totale), et à l'inverse le groupe Carrefour ne disposait en 2023 que de 4 % de sa flotte en électrique (ou hybrides rechargeables), mais il promet qu'en 2024, 54 % de ses nouveaux véhicules seront décarbonnés, et offre une allocation annuelle à ceux de ses cadres supérieurs qui renoncent à un véhicule, ainsi qu'une prime exceptionnelle aux salariés qui optent pour la première fois pour un véhicule électrique. Iliad (qui possède Free) admet avoir « un certain retard », mais argue que "les solutions disponibles jusqu'à présent étaient peu satisfaisantes" au niveau de l'autonomie des électriques notamment" et annonce viser 25 % de sa flotte de véhicules électriques avant la fin 2025. Début 2024, le lobby des loueurs de voitures sur de courtes durées se sont opposés à un projet de loi visant à durcir l'obligation de s'équiper en véhicules électriques.
Olga Givernet, avant d'être ministre des Transports a été corapporteuse d'une mission flash sur le verdissement des flottes de véhicules. Au salon de l'automobile, en octobre 2024 elle a déploré le retard des entreprises françaises en matière d'électrification de leur flotte de véhicules de fonction et s'est dite prête à prendre des mesures pour accélérer ce processus.